# Verteillac
Verteillac is een gemeente in het Franse departement Dordogne (regio Nouvelle-Aquitaine) en telt 590 inwoners (2019). De plaats maakt deel uit van het arrondissement Périgueux.

## Geschiedenis
De dorpskerk werd voor het eerst vermeld in de 11e eeuw en in de 13e eeuw werd Verteillac een parochie. In Verteillac zijn er geen resten ouder dan de 15e eeuw. Vermoedelijk werd de plaats zwaar beschadigd tijdens de Honderdjarige Oorlog en daarna planmatig heropgebouwd in de 15e eeuw. Toen werd Verteillac ook een heerlijkheid. Vanaf de tweede helft van de 17e eeuw tot de Franse Revolutie waren leden van de familie Labrousse heer van Verteillac. Het was Jeanne de Labrousse die in 1662 een gebouw schonk waar de eerste school van Verteillac werd ingericht.

## Geografie
De oppervlakte van Verteillac bedraagt 18,6 km², de bevolkingsdichtheid is 32 inwoners per km².
De onderstaande kaart toont de ligging van Verteillac met de belangrijkste infrastructuur en aangrenzende gemeenten.

## Demografie
Onderstaande figuur toont het verloop van het inwonertal (bron: INSEE-tellingen).